# Шаафгайм
Шаафгайм (нім. Schaafheim) — громада в Німеччині, знаходиться в землі Гессен. Підпорядковується адміністративному округу Дармштадт. Входить до складу району Дармштадт-Дібург.
Площа — 32,16 км2. Населення становить 9218 ос. (станом на 31 грудня 2020).